# Barrage de Polat
Le barrage de Polat est un barrage en Turquie.

## Sources
- (en) www.dsi.gov.tr/tricold/polat.htm Site de l'agence gouvernementale turque des travaux hydrauliques